# Keisei série AE
La série AE (AE形, AE-gata) est un type de rame automotrice électrique exploité par la compagnie Keisei sur des services express Skyliner entre Tokyo et l'aéroport international de Narita. C'est le second modèle de la compagnie à porter ce nom.

## Description
La série comprend neuf exemplaires construits par Nippon Sharyo et Tokyu Car Corporation. Une rame comprend huit voitures, 6 motrices et 2 remorques. Kansai Yamamoto s'est chargé du design extérieur et de l’aménagement intérieur.

## Histoire
Les rames de la série AE ont été introduites le 17 juillet 2010, en même temps que l'ouverture du Narita Sky Access. La série a remporté un Good Design Award en 2010 et un Blue Ribbon Award en 2011.

## Services
Les rames sont affectées aux services Skyliner reliant la gare de Keisei Ueno à la gare de l'aéroport de Narita Terminal 1.

## Galerie photos

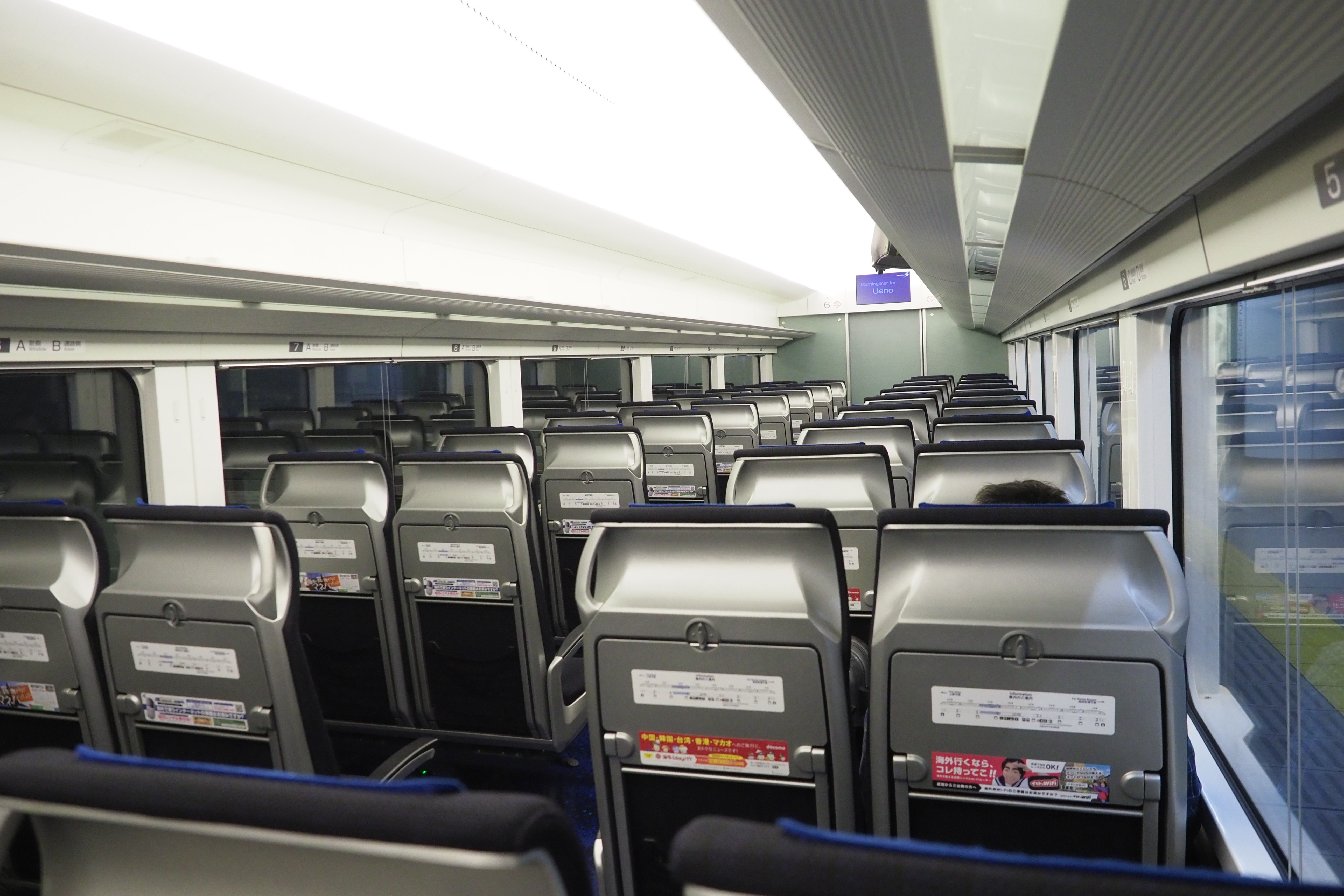
Espace voyageurs.
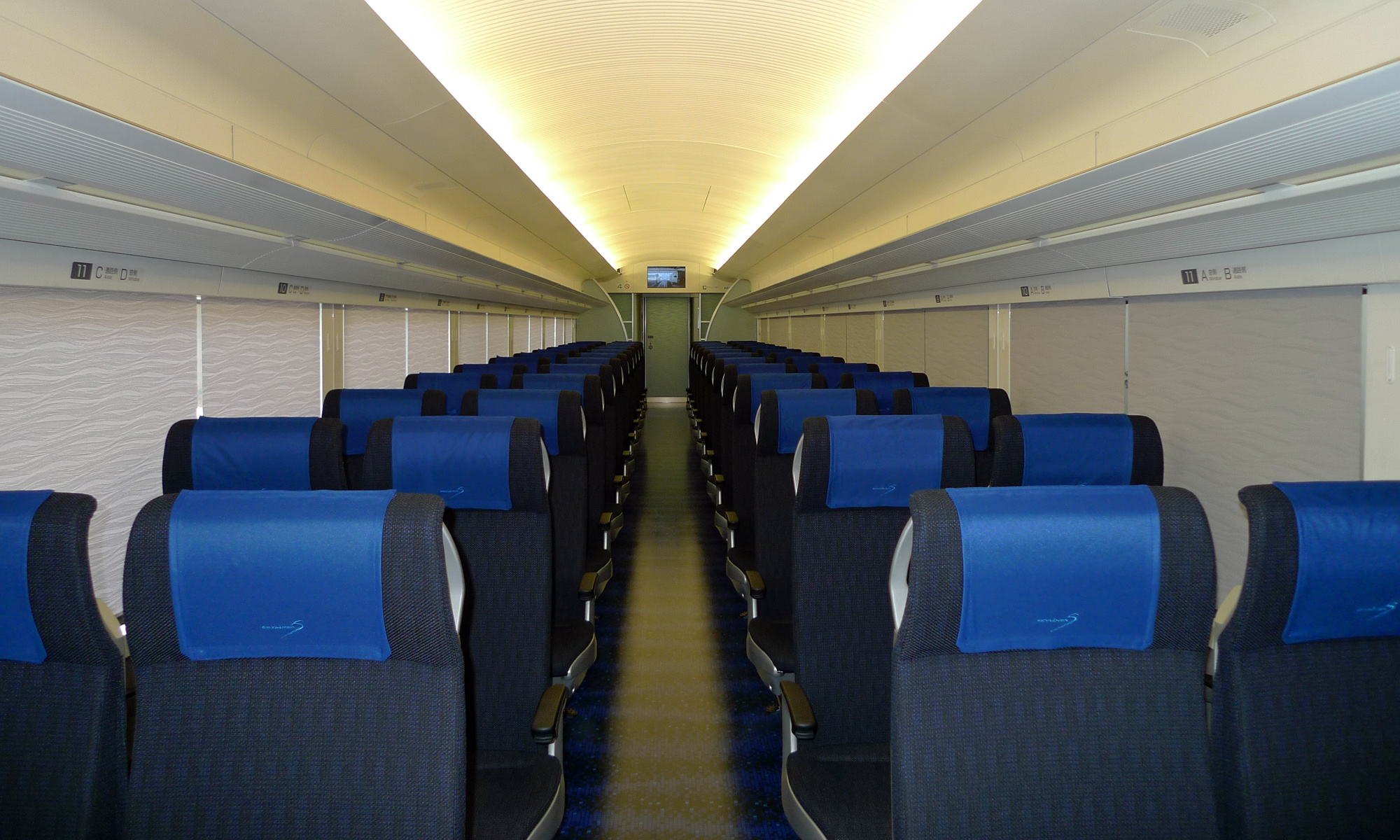
Espace voyageurs.
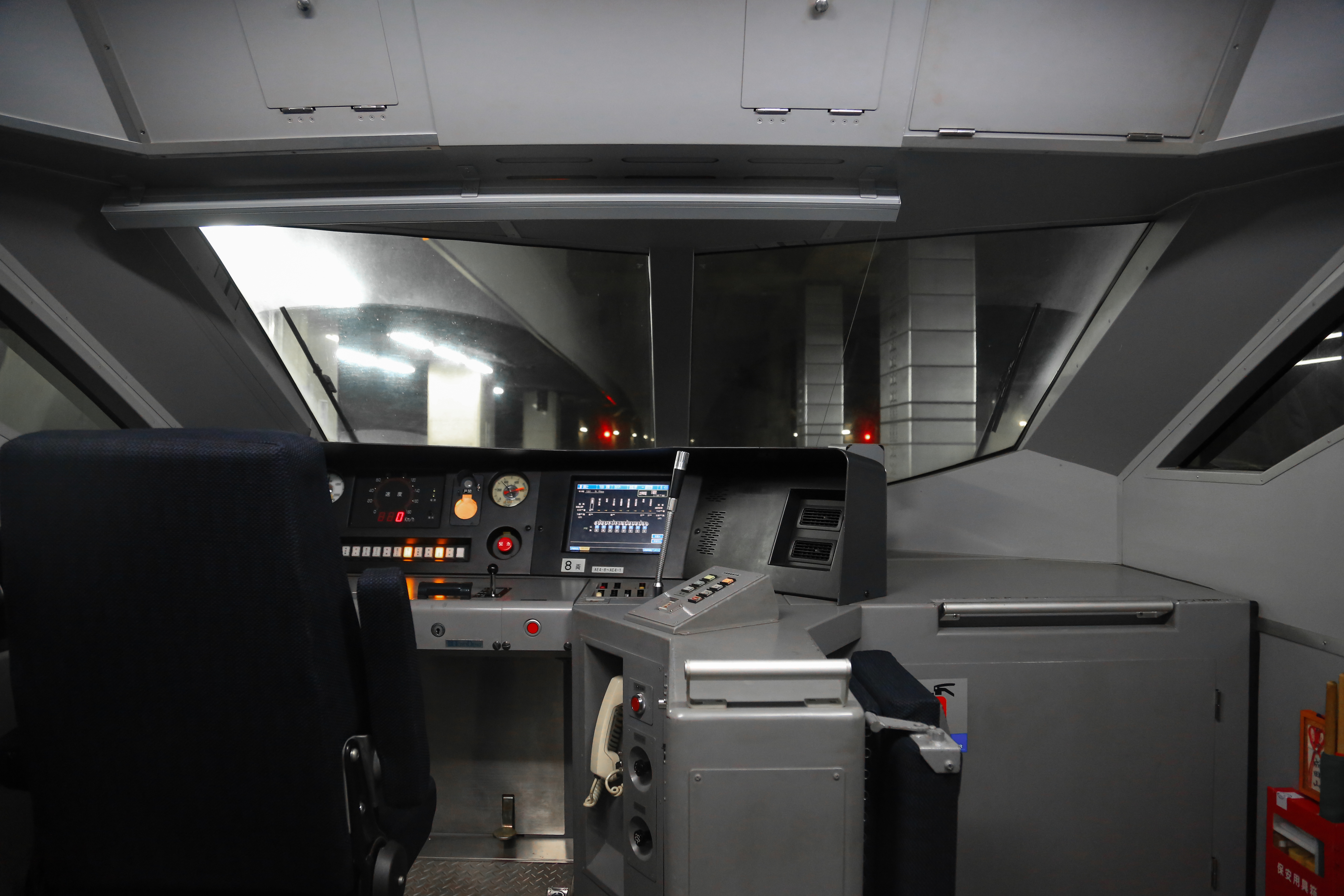
Cabine de conduite.